# Кости (игра)
Ко́сти — одна из древнейших игр. Инструментом для игры являются кубики (кости) в количестве от одного до шести в зависимости от вида игры. При правильной разметке противоположные грани костей должны в сумме составлять 7: 6 и 1, 5 и 2, 4 и 3.
Игра заключается в бросании с различной очерёдностью различного количества кубиков и подсчёте очков по разным правилам — в зависимости от разновидности игры; выпавшие очки могут влиять на очерёдность бросков;  очки каждой кости могут учитываться по отдельности. До конца игры может производиться произвольное количество бросков.

## История игры
Одна из древнейших игр — первые прообразы игральных костей найдены в Египте, и датируются они XX веком до н. э. Широко распространилась в Древнем Риме. Имеет множество разновидностей, от простых (выигрывает выкинувший большее количество очков) до сложных, в которых можно использовать различные тактики игры.
Название «кости» происходит из материала, из которого они выполнялись. Обычно их вырезали из суставов копытных животных. Бедные слои населения редко могли позволить подобную роскошь, поэтому делали их из дерева или прочных косточек, полученных из плодов. Более состоятельные слои населения (в разные эпохи) пользовались костями из драгоценных и полудрагоценных материалов: слоновой кости, агата, янтаря, оникса, серебра, а так же золота.
По некоторым источникам, игра в кости связана с гаданием на костях животных. На это указывает также то, что в древности результат игры считался изъявлением воли богов.
Точное место возникновения игры в кости не известно. Самые древние кости датируются XX веком до н. э., обнаружены в Фивах. Первоначально кости служили орудием для гаданий. По данным археологических раскопок в кости играли повсеместно во всех уголках земного шара.
Древние греки считали, что кости изобрели лидийцы, спасаясь от голода, чтобы хоть чем-то занять свои умы. Софокл в трагедии «Паламед», дошедшей до нас лишь частично, утверждает, что герой Троянской войны Паламед научил греков играть в кости.
Считается, что распространение в Европе игра получила благодаря римским патрициям. Игра в кости получила отражение в древнеегипетской, греко-римской, ведийской мифологии. Упоминается в Библии, «Илиаде», «Одиссее», «Махабхарате», сборнике ведийских гимнов «Ригведа». В пантеонах богов хотя бы один бог являлся обладателем игральных костей как неотъемлемого атрибута. Первоначально игра в кости носила сугубо ритуальный характер, и лишь позже стала чисто светским действием.
После падения Римской империи игра распространилась по Европе, особенно увлекались ей во времена Средневековья. Поскольку игральные кости использовались не только для игры, но и для гадания, церковь неоднократно пыталась запретить игру, для этой цели придумывались самые изощрённые наказания, но все попытки заканчивались неудачей.
Согласно данным археологии, в кости играли и в языческой Руси. После крещения Руси православная церковь пыталась искоренить игру, но среди простого народа она оставалась популярной, в отличие от Европы, где игрой в кости увлекалась высшая знать и даже духовенство.
Война, объявленная властями разных стран игре в кости, породила множество различных шулерских уловок.
В век Просвещения увлечение игрой в кости постепенно пошло на спад. Сейчас игра в кости не настолько широко распространена.

## Современная игра в кости
На сегодняшний день самая популярная игра в кости —  Крэпс .
Существует две разновидности игры — в Private Craps играют дома, а в Bank Craps (или Casino Craps) играют в казино по всему миру.
Онлайн-варианты этой игры существуют в различных интернет-казино.

## Разновидности игры
- Покер на костях (используются пять костей, количество игроков неограниченно);
- Яхта (используются пять костей, количество игроков неограниченно);
- Свинья (игра с одной костью и любым количеством игроков);
- Зонк (используются 6 костей, количество игроков не ограничено);
- Перудо (используются по пять костей на игрока, количество игроков — до 10);
- Кости лжеца (разновидность перудо)
- Бак-дайс (при игре используются три кости, количество игроков неограниченно);
- Хай-дайс (используются две кости, парная игра);
- Банк на костях (парная игра с тремя костями);
- Блеф (используются пять костей, игра похожа на покер);
- Больше-меньше (количество игроков неограниченно, две кости);
- Игра в 13 (две кости, любое число игроков);
- Крэпс (две кости, неограниченное количество игроков);
- Мартинетти или Огайо (три кости, число игроков неограниченно);
- Морские кости (пять костей, любое число игроков);
- Тузы (неограниченное количество игроков, пять костей);
- Четыре кубика (парная игра с четырьмя костями);
- Тысяча (5 костей, но очки дают только за 1 и 5, остальные либо сбивают очки, либо создают комбинации);
- Чикаго (используются две кости, количество игроков неограниченно);
- Чак-э-лак (используются три кости, выигрыш игрока пропорционален количеству костей, на которых выпало заказанное число очков)[6];

## Факты
- Некоторые римские императоры были подвержены пагубному пристрастию к этой игре, в особенности Калигула.
- Самые древние «шулерские» кости обнаружены в Южной Америке.
- Слово «азарт» происходит от арабского названия игральных костей, «зар»[7].
- Принципы игры в кости используются в детских настольных играх.
- В Средние века были изобретены специальные кости для духовенства — вместо очков на них наносились изображения добродетелей.
- В Древнем Риме простые граждане могли играть в кости только в определённые сезоны.
- Самый первый закон, запрещающий игру в кости, дошедший до нас, датируется III веком до н. э. [источник не указан 4471 день]
- Самая большая в мире игральная кость расположена в посёлке Томаковка Днепропетровской области Украины[источник не указан 4421 день].
- Самая дорогая в мире пара костей принадлежат ювелиру Джеффри Паркеру. Они выполнены из белого золота и инкрустированы бриллиантами[источник не указан 2807 дней].

## Вероятность выигрыша
Вероятности при игре в кости легко вычисляются. Например, при бросании одной кости имеется шесть возможных исходов (выпало 1, 2, 3, 4, 5 или 6), и вероятность каждого конкретного исхода равна 1/6. При бросании двух костей имеется 36 возможных исходов — от (1,1) до (6,6), поскольку каждый из шести результатов бросания первой кости может сочетаться с каждым из шести результатов бросания второй кости. Очевидно, что все такие пары равновероятны, и вероятность каждого исхода равна 1/36. Теперь нетрудно найти вероятность P выпадения определённой суммы очков S. Два очка могут выпасть одним способом — (1,1), поэтому P{S=2} = 1/36. Три очка могут выпасть двумя способами — (1,2) и (2,1), соответственно, P{S=3} = 2/36. Четыре очка могут выпасть тремя способами — (1,3), (2,2) и (3,1), соответственно, P{S=4} = 3/36. Аналогично для всех остальных сумм. Наибольшая вероятность будет у семи очков — такую сумму можно получить шестью способами, (1,6), (2,5), (3,4), (4,3), (5,2), (6,1), следовательно, искомая вероятность P{S=7} = 6/36 = 1/6.
Аналогичные расчеты нетрудно провести для любого количества используемых костей.
Игральные кости часто используются для примеров и задач в учебной и научной литературе по теории вероятностей.